# 임계폐쇄압
임계폐쇄압(critical closing pressure)은 혈관이 붕괴되어 완전히 닫히는 내부 압력(internal pressure)이다. 혈압이 임계 폐쇄 압력 아래로 떨어지면 혈관은 외부 압력(환경 또는 혈관 평활근으로부터)을 극복할 수 없고 흐름이 중단된다. 이러한 현상의 예로 혈압계를 이용한 '맥박 소멸법'을 이용한 혈압 측정을 들 수 있다.
휴식 상태에서 동맥 임계 폐쇄 압력은 ~ 20 mmHg이다.

## 같이 보기
- 평균 체혈압